# Stafford Northcote, 1. Earl of Iddesleigh

Stafford Northcote, 1. Earl of Iddesleigh

Stafford Northcote, 1. Earl of Iddesleigh GCB, PC (* 27. Oktober 1818 in London; † 12. Januar 1887 ebenda) war ein britischer Adliger, konservativer Politiker und Staatsmann.

## Leben
Stafford Northcote wurde in eine bereits seit Jahrhunderten in Devon ansässige Familie geboren. Er wurde am Eton College und dem Balliol College an der University of Oxford ausgebildet. 1842 wurde er Privatsekretär von William Ewart Gladstone und wurde dann einer der Sekretäre der Great Exhibition. 1851 folgte er seinem Großvater als 8. Baronet, of Haine in the County of Devon.
Northcote wurde 1855 erstmals als Konservativer ins House of Commons gewählt. 1866 wurde er Präsident des Board of Trade, ein Jahr später Minister für Indien. Seit 1874 Chancellor of the Exchequer, zeichnet er verantwortlich für die Einführung des Friendly Societies Bill 1875.
Seit 1876 war er außerdem Leader of the House of Commons. Nach dem Tod Disraelis teilte er sich mit Robert Gascoyne-Cecil, 3. Marquess of Salisbury, den Vorsitz der Conservative Party.
1880 wurde er zum Knight Grand Cross des Order of the Bath geschlagen und 1885 zum Earl of Iddesleigh erhoben. Im Kabinett wechselte er gleichzeitig in das Amt des First Lord of the Treasury. Im zweiten Kabinett von Salisbury wurde er 1886 Außenminister des Vereinigten Königreichs, verzichtete aber Anfang Januar 1887 aus gesundheitlichen Gründen auf das Amt. Er verstarb wenige Tage später.
Northcote war seit 1843 verheiratet. Er hatte insgesamt zehn Kinder. Die Earlswürde ging bei seinem Tode auf seinen ältesten Sohn über.